# Minszki nemzeti repülőtér
A Minszki nemzeti repülőtér (belarusz nyelven Нацыянальны аэрапорт Мiнск, oroszul Национальный аэропорт Минск; IATA: MSQ, ICAO: UMMS), korábbi nevén Minszk-2 (nem összetévesztendő a Minszk belvárosában lévő Minszk–1 repülőtérrel) Fehéroroszország fő nemzetközi repülőtere, a fővárostól 42 km-re keletre, földrajzilag a Szmaljavicsi járás repületén, de közigazgatásilag Minszk Kasztrjicsnyicki kerületéhez tartozik. A repülőtér a belarusz nemzeti légitársaság, a Belavia, valamint két teherszállító légitársaság, a TransAVIAexport Airlines és a Genex bázisrepülőtere.

## Története
1977-ben kezdődött meg a belarusz főváros közelében az új repülőtér, a Minszk-2 építése. 1979-ben már használatba vették az új, 3640 m hosszú és 60 m széles kifutópályát. 1981-ben a Minszk–2 már képes volt repülőgépeket fogadni, és 1982-ben megnyílt a repülőtér. Az első utasszállító járat egy Tu–134 gép volt. A repülőtér tizenegy évvel később épült csak meg teljesen, ekkor nyílt meg az egyedi építészeti alkotásnak minősülő terminálépület, amely évente 5,8 millió utast képes kiszolgálni.
A menetrend szerinti járatok 1983-ban indultak. A repülőtér forgalma 1990-ben elérte a 2,2 millió főt. 1991-től azonban a Szovjetunió összeomlása miatt váratlan csökkenés állt be a járatok számában; 1997-ben a repülőteret csak 516 000 utas használta, 1998-ban 480 000, 2000-ben pedig mindössze 400 000. A Szovjetunió összeomlása óta a repülőtér forgalma először 2008-ban érte el az egymillió utast.

## Megközelítése

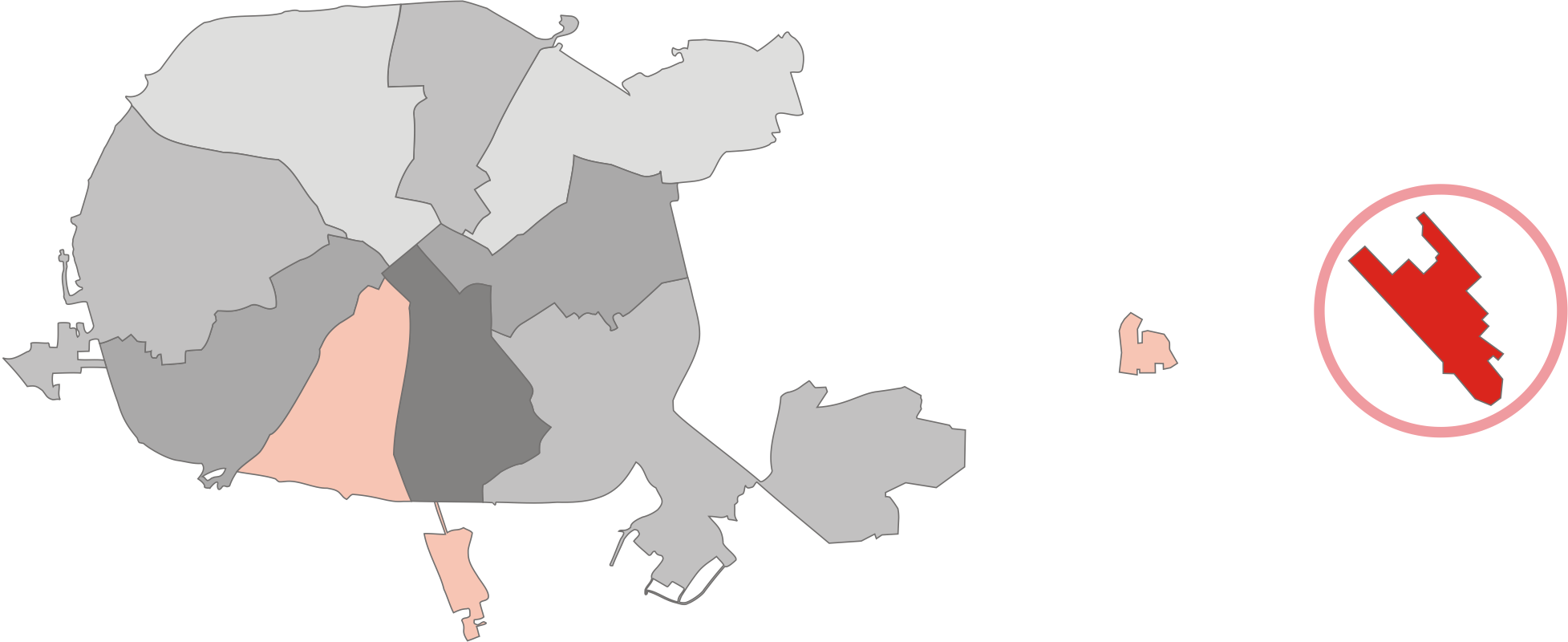
A repülőtér elhelyezkedése a minszki Kasztricsnyicki kerületben (rózsaszínnel)

A repülőteret a M2 autópálya köti össze a fővárossal. Busszal, vonattal, taxival is megközelíthető és parkolási lehetőség is van.
A Centralnyij buszállomásról 45 percenként induló 300Э busz körülbelül egy óra alatt éri el a repülőteret. 2014 novemberétől közelíthető meg vonattal a repülőtér, a Minszk Passzazsirszkij vagy a Szmolevicsi vasútállomásról, ahonnan Belarusz más városai is megközelíthetőek. A repülőtér Minszktől 42 km-re keletre található, a várossal a külföldiek számára ingyenes autópálya is összeköti. A terminál előtt rövid időre ingyenesen lehet parkolni.

## Légitársaságok és úticélok
2024-ben a Minszki nemzeti repülőtérről az alábbi járatok indulnak:
| Légitársaság       | Célállomások |
| ------------------ | --- |
| Aeroflot           | Moscow–Sheremetyevo |
| Air China          | Beijing–Capital |
| Azimuth            | Mineralnye Vody |
| Belavia            | Astana, Baku, Batumi, Delhi, Dubai–International, Istanbul, Kazan, Kaliningrad, Kutaisi, Makhachkala, Moszkva-Domogyedovó, Moscow–Sheremetyevo, Moscow–Vnukovo, Saint Petersburg, Sharjah, Sochi, Tashkent, Tbilisi, Türkmenbaşy, Volgograd, Yekaterinburg, Yerevan Szezonális: Abu Dhabi, Murmansk Szezonális charter: Antalya, Bodrum, Dalaman, Doha, El Alamin, Hurghada, İzmir, Sharm El Sheikh |
| flydubai           | Dubai–International |
| Ikar               | Nizhny Novgorod, Perm |
| Mahan Air          | Szezonális: Tehran–Imam Khomeini |
| Pobeda             | Moscow–Vnukovo, Saint Petersburg |
| Red Wings Airlines | Samara, Ufa, Ulyanovsk–Baratayevka |
| Severstal Avia     | Cherepovets, Kaluga |
| Southwind Airlines | Szezonális charter: Istanbul (felfüggesztve) |
| Uzbekistan Airways | Tashkent |

## Statisztika
| | Utasok száma | Változás az előző évhez képest | Repülőgépek | Változás az előző évhez képest | Rakomány (tonna) | Változás az előző évhez képest |
| --- | ------------ | ------------------------------ | ----------- | ------------------------------ | ---------------- | ------------------------------ |
| 2005 | 559 114      | 10,86%                         | 5456        | 2,83%                          | 5488             | 4,29%                          |
| 2006 | 637 560      | 14,03%                         | 6144        | 12,61%                         | 6059             | 10,40%                         |
| 2007 | 830 481      | 30,26%                         | 7590        | 23,54%                         | 7290             | 20,32%                         |
| 2008 | 1 010 695    | 21,70%                         | 9256        | 21,95%                         | 7870             | 7,96%                          |
| 2009 | 1 028 886    | 1,80%                          | 9341        | 0,92%                          | 7289             | 7,38%                          |
| 2010 | 1 285 423    | 24,93%                         | 11 020      | 17,97%                         | 8553             | 17,34%                         |
| 2011 | 1 437 825    | 11,86%                         | 13 686      | 24,19%                         | NA               | NA                             |
| 2012 | NA           | NA                             | NA          | NA                             | NA               | NA                             |
| 2013 | NA           | NA                             | NA          | NA                             | NA               | NA                             |
| 2014 | 2 593 559    | 18,90%                         | NA          | NA                             | NA               | NA                             |
| 2015 | 2 782 866    | 7,30%                          | NA          | NA                             | NA               | NA                             |
| Source: Airports Council International. World Airport Traffic Reports (Years 2005, 2006, 2007, 2009, 2011, 2012, 2013, and 2014) |              |                                |             |                                |                  |                                |

## Balesetek
- 1985. február 1-jén az Aeroflot Tu-134AK gépe (lajstromjel: SSSR-65910) a leningrádi Pulkovói repülőtér felé indult, de nem sokkal felszállás után az erdőbe zuhant. 73 utasából 55-en, a hétfős legénységből hárman vesztették életüket.[38]
- 2003. szeptember 6-án az iráni Kish Air légitársaság Tu-154 gépe a sűrű köd miatt a  fáknak ütközött, miközben Teheránból Koppenhága felé tartva megközelítette a repülőteret. A 38 utas és a négyfős személyzet közül senki nem sérült meg.[39]
- 2009. október 26-án az S-Air Flight 9607, melyet a BAe 125 üzemeltetett RA-02807 lajstromjellel, lezuhant, miközben megközelítette a minszki repülőteret. A háromfős legénység és a két utas meghalt.[40]

## Fordítás
- Ez a szócikk részben vagy egészben  a   Minsk National Airport című angol Wikipédia-szócikk ezen változatának fordításán alapul.  Az eredeti cikk szerkesztőit annak laptörténete sorolja fel. Ez a jelzés csupán a megfogalmazás eredetét és a szerzői jogokat jelzi, nem szolgál a cikkben szereplő információk forrásmegjelöléseként.